# Jens Jermiin
Jens Henriksen Jermiin (1678 i Hjerm Præstegård – 17. februar 1742 på Ausumgård) var en dansk præst og godsejer, far til Thomas Just Jermiin.
Han blev født i Hjerm Præstegård (ved Holstebro) – hvorfra slægten har fået navn – i juni 1678 af forældrene Henrik Jermiin (1637-1689, gift 1. gang med Magdalene Andersdatter, død 1676 (gift 1. gang med sognepræst i Hjerm Clemens Rasmussen Thestrup, 1627-1669), gift 3. gang med Margrethe Clausdatter Reenberg, død 1724 (gift 2. gang med sognepræst i Hjerm Mads Knudsen Hessel, død 1700)) og Cæcilie Linde (1661-1679 eller 1680), datter af den rige Christen Linde til Volstrup. I sine første år mistede han sin moder, som var født på Ausumgård (i Vejrum Sogn, nabosogn til Hjerm) og kun opnåede en alder af 18 år. Han dimitteredes 1697 fra Odense Katedralskole og fik allerede 1700, kun 22 år gammel, Hjerm Sognekald, som efter faderens død i elleve år havde været beklædt af hans stedfader, og i dette embede døde han 17. februar 1742. Han havde magistergraden (fra 1708), var herredsprovst og konsistorialråd.
Det er dog ikke som lærd eller som præst, hans navn er bevaret, men som godsejer. Da morfaderen
døde 1706, fik han som mødrenearv bl.a. Ausumgård, som han udvidede ved køb af jordegods. 1709 købte han Kvistrup og kompletterede Ausumgård, således at den fra 1710 blev erklæret for en fri sædegård. 19. juli 1703 ægtede han i Ribe Øllegaard Muus (død 1707), datter af biskop Christian Muus i Odense, og efter hendes død Mette Cathrine Bøgh, født Svane (død 1746), enke efter præsten, magister Just Bøgh i Viborg.
Han er begravet i Hjerm Kirke.